# Grot Le Portel
De Grot Le Portel (Frans: grotte du Portel) is een grot in de Franse gemeente Loubens met prehistorische muurtekeningen die stammen uit het Magdalenien. 

## Galerij van de bizons
Uniek in deze grot is een voorstelling van drie bizons. Scènes zoals deze, waarbij de dieren interactie met elkaar hebben, zijn zeer zeldzaam in de paleolithische kunst. Links is een bizon in zwart pigment afgebeeld. Nadat de bizon was geschilderd zijn het oog, het oor, de snuit en de omtrek geaccentueerd door in de rots te kerven. Rechts staan twee bizons snuit aan snuit. De links van deze twee mist de zwarte accenten aan buik, poten en kop van de andere twee bizons. Men gaat ervan uit dat de middelste en kleinste bizon een kalf voorstelt, dat in het echt ook een lichtere vacht heeft. Het kalf maakt contact met zijn moeder terwijl de linkse bizon een stier zou voorstellen.
Verder is er in deze galerij een kleine niche, de "Camarin", waar maar een persoon in past. De muren en het plafond van de "Camarin" zijn helemaal bedekt met figuren in zwart pigment (een paard, een bizon, een steenbok, een hertengewei en een claviform) en stippen in rood en zwart pigment. De rijke versiering van deze kleine ruimte suggereert dat de getekende figuren niet voor een publieke ceremonie bestemd waren, maar dat het tekenen zelf de hoofdzaak was.